# Vicky Piria
Vittoria "Vicky" Piria (Milão, 11 de novembro de 1993) é uma piloto profissional de automóveis de cidadania italiana e britânica que corre representando a Itália. Ela é filha de mãe inglesa e pai italiano.
Piria correu na Fórmula Abarth em 2010 e 2011. Em 2012, ela tornou-se a primeira mulher a competir na GP3 Series ao correr pela equipe Trident. Após uma pausa, Piria fez seu retorno às corridas no Campeonato de W Series de 2019 como a única piloto italiana na competição.